# Шерстньова Наталія Олексіївна
Наталія Олексіївна Шерстньова (нар. 3 березня, 1973, Миколаїв) — українська фристайлістка, що спеціалізується на акробатичних стрибках, учасниця зимових Олімпійських ігор 1992 та 1994 року, двічі брала участь у чемпіонаті світу з фристайлу, віце-чемпіонка світу серед молоді 1990 року.

## Спорт
Наталія Шерстньова народилася 3 березня 1973 року. У шість років прийшла до ДЮСШ № 5 і почала займатися гімнастикою у Л. Дерковської. Стала майстром спорту з гімнастики, а з 1987 року приступила до тренувань з фристайлу. Через рік увійшла до складу збірної команди СРСР. Триразова переможниця першості СРСР, неодноразова призерка чемпіонатів СРСР, СНД. Неодноразова переможниця кубків, першостей та чемпіонатів України.
Спортивну кар'єру Наталія розпочала в СРСР. Вона брала участь у чемпіонатах СРСР 1987—1992 років з фристайлу, ставала переможицею і призеркою. Особливого успіху українські фристайлісти досягли у 1990 році на VII зимовій Спартакіаді народів СРСР, де збірна України посіла перше місце в команадному заліку.
Наталя взяла участь у показових змаганнях на Альбервільських олімпійських іграх і фінішувала дев'ятою в акробатичних стрибках. Під час Олімпійських ігор у Ліллехаммері в 1994 році в тому ж змаганні, яке вже є повноцінним олімпійським змаганням, вона посіла п'яте місце, відстаючи менше ніж на 12 очок від переможниці — Ліни Черязової.
Наталія двічі брала участь у чемпіонатах світу, в обох випадках брала участь в акробатичних стрибках. У березні 1993 р. вона посіла 22 місце в Альтенмаркті, а в лютому 1995 р. — була 12-ю у Ла Клюзасі.
Лижниця неодноразово брала участь у змаганнях Кубка світу. Перші очки до загальної класифікації вона виграла в лютому 1991 року в Мон-Габріелі, посівши одинадцяте місце. Тринадцять разів у своїй кар'єрі вона входила в десятку найкращих змагань Кубка світу. Найвище, четверте місце, було в березні 1994 року в Альтенмаркті. Крім того, вона мала перше місце в лютому 1992 року в Оберйоху, шосте в лютому 1991 року в Сколе і грудні 1993 року в Тіньє, сьоме в березні 1994 року в Мейрінгені і грудні того ж року в Піанкавалло, восьме в грудні 1993 року в Ла-Плані і грудні 1997 року в Піанкавалло, дев'яте у лютому 1994 р. та березні 1995 р. у Хундф'яллете та в січні 1997 р. у Лейк-Плесиді, а десяте у березні 1992 р. в Альтенмаркті та грудні 1993 р. у П'янкавалло. У загальній класифікації Кубку світу з акробатичних стрибків вона була найуспішнішою в сезоні 1993/1994 — була чотирнадцятою. Також цього сезону вона зайнявла найвище місце в Кубку світу з вільного катання на лижах — 36-е місце.
У квітні 1990 року в Піхятунтурі вона посіла друге місце в акробатичних стрибках на молодіжному чемпіонаті світу.

## Досягнення

### Олімпійські ігри
| Місце | День      | Рік      | Місто       | Конкуренція         | Переможець    |
| ----- | --------- | -------- | ----------- | ------------------- | ------------- |
| 5.    | 13 лютого | 1994 рік | Ліллехаммер | Акробатичні стрибки | Ліна Черязова |

### Чемпіонат світу з фристайлу
| Місце | День       | Рік      | Місто       | Конкуренція         | Переможець    |
| ----- | ---------- | -------- | ----------- | ------------------- | ------------- |
| 22.   | 14 березня | 1993 рік | Альтенмаркт | Акробатичні стрибки | Ліна Черязова |
| 12.   | 19 лютого  | 1995 рік | Клюзас      | Акробатичні стрибки | Ніккі Стоун   |

### Світовий кубок

#### Місця в загальній класифікації
- сезон 1990/1991 : 54.
- сезон 1991/1992 : 51.
- сезон 1992/1993 : 65.
- сезон 1993/1994 : 36.
- сезон 1994/1995 : 54.
- сезон 1996/1997 : 69.
- сезон 1997/1998 : 90.

#### Місця на подіумі
Шерстньова ніколи не стояла на подіумі змагань Кубка світу.

## Виноски
1. ↑  Olympedia — 2006.
2. ↑  На белых Олимпиадах и чемпионатах мирах (PDF). Архів оригіналу (PDF) за 31 липня 2020. Процитовано 28 червня 2021.
3. ↑  Фрістайл. Архів оригіналу за 26 жовтня 2021. Процитовано 28 червня 2021.
4. ↑  Albertville (Demo Event Finals) (FRA) - 16.02.1992 - Olympic Winter Games - Ladies' Aerials (англ.). Архів оригіналу за 16 квітня 2017. Процитовано 28 червня 2021.
5. ↑  Freestyle Skiing at the 1994 Lillehammer Winter Games: Women's Aerials Final Round (англ.). Архів оригіналу за 7 листопада 2012. Процитовано 28 червня 2021.
6. ↑  Ski - Nataliya SHERSTNYOVA (англ.). Архів оригіналу за 2 липня 2021. Процитовано 28 червня 2021.
7. ↑  Athlete: SHERSTNYOVA Nataliya - World Cup (англ.). Архів оригіналу за 16 квітня 2017. Процитовано 28 червня 2021.
8. ↑  Athlete: SHERSTNYOVA Nataliya - WC Standings (англ.). Архів оригіналу за 16 квітня 2017. Процитовано 28 червня 2021.
9. ↑  Athlete: SHERSTNYOVA Nataliya - International Youth Championships (англ.). Архів оригіналу за 16 квітня 2017. Процитовано 28 червня 2021.